# Terrie Hall
Terrie Linn McNutt Hall (19 de julio de 1960 – 16 de septiembre de 2013) fue una activista estadounidense contra el tabaquismo y el consumo de tabaco. Sobrevivió a diez diagnósticos de cáncer, se sometió a 48 sesiones de radioterapia y a casi un año de quimioterapia, antes y después de someterse a una laringectomía en 2001. Era muy conocida por protagonizar uno de los anuncios de la campaña antitabaco de los CDC, así como por viajar por todo Estados Unidos para concienciar a jóvenes y adultos sobre las consecuencias del consumo de tabaco. Tras su undécimo diagnóstico de cáncer, Hall falleció a los 53 años.

## Primeros años
Nacida en Mount Clemens, Míchigan, el 19 de julio de 1960, Hall se mudó al condado de Davidson, Carolina del Norte, en 1973 y más tarde a Welcome, Carolina del Norte a finales de la década de 1980. Estaba divorciada, tenía una hija de treinta y tantos años, Dana, y tres nietos. Consideraba a su nieto Jeffery (nacido en 2001/02) como "la luz de [su] vida." En 2005, Dana residía en Virginia, y poco antes de que Terrie falleciera en 2013, vivía en Lexington, Carolina del Norte. La madre de Terrie falleció en agosto de 2000. Las aficiones de Hall eran "resolver problemas" y jugar con el ordenador en su tiempo libre; también hacía presentaciones escolares con adolescentes. Le gustaba jugar a los bolos, leer libros de Danielle Steel, beber Mountain Dew, pasar tiempo con su nieto y observar a la gente. Ayudaba en el negocio familiar de silenciadores y ventas.

## Cáncer relacionado con el tabaquismo
Hall afirmó que la primera vez que fumó un cigarrillo fue cuando, a los 13 años, estaba de acampada con sus amigos en Carolina del Norte. Sin embargo, no fue hasta los 17 años, cuando era animadora en el instituto Forbush High School de East Bend, Carolina del Norte, cuando empezó a fumar para estar con sus amigos y también porque su padre era fumador. Poco después, se volvió adicta y, en menos de un año, fumaba dos paquetes de cigarrillos al día. Empezó con Vantage, pasó a Virginia Slims y luego a Doral Menthol. Hall sintió los efectos adversos del tabaco a los 25 años, entre ellos un dolor de garganta que nunca desaparecía.
El hábito de fumar de Hall también provocó que su hija se convirtiera en fumadora. Dana dejó de fumar en enero de 2012 durante su segundo embarazo. Los dos nietos de Hall nacieron prematuros. "No puedo evitar pensar que fue por mi hábito de fumar," dijo. "Ahora mi miedo es no estar viva para ver a mis nietos graduarse o casarse.".
En enero de 2001, a la edad de 40 años, le diagnosticaron cáncer oral. Recordó: "Tenía una llaga en la boca y tuve que someterme a todos esos agotadores tratamientos de radiación. Fue horrible." Hall siguió fumando durante sus tratamientos de radioterapia, afirmando: "No creía que tuviera que dejarlo. La radiación estaba eliminando el cáncer, así que podía seguir fumando". Más tarde ese mismo mes, le diagnosticaron cáncer de garganta y se sometió a una laringectomía. Afirmó: "Es difícil asimilar el cáncer, y cuando me dijeron que me iban a extirpar la laringe, pensé que nunca volvería a hablar."

## Muerte
Hall falleció el 16 de septiembre de 2013, a los 53 años, en el Forsyth Medical Center de Winston-Salem, Carolina del Norte, tras haber sido diagnosticada con cáncer por undécima vez. Dos días antes de su muerte, los CDC la grabaron en el hospital, y las imágenes se utilizaron posteriormente para dos anuncios que comenzaron a emitirse en febrero de 2014. Otro comenzó a emitirse en julio de 2014. A partir del 1 de abril de 2019 comenzaron a emitirse dos anuncios más con esas imágenes, incluido uno en el que aparecía su hija Dana. Su funeral se celebró el 21 de septiembre a las 11:00 a. m. en la Pinedale Christian Church.

## Publicidad
Hall apareció en cuatro anuncios de servicio público (PSA) emitidos en cadenas de televisión estatales de Carolina del Norte para Tobacco Reality Unfiltered, el primero de los cuales se emitió originalmente en su estado natal, Carolina del Norte, en 2006, y posteriormente en Utah en abril de 2011. Ese mismo mes también se emitió otro PSA con Hall para la misma organización.
Hall fue quizás más conocida por aparecer en uno de los PSA de la campaña antitabaco "Tips From Former Smokers" de los Centros para el Control y la Prevención de Enfermedades. El anuncio se rodó en agosto de 2011. Gracias a esta campaña, las llamadas al 1-800-QUIT-NOW se duplicaron y las visitas a SmokeFree.gov se triplicaron durante la campaña. Hall declaró sobre su participación en los anuncios: "Me siento muy honrada y agradezco mucho el privilegio de formar parte de algo tan positivo. Sé que salvará vidas y me alegro de formar parte de ello." Hall también recibió reconocimiento público gracias a los anuncios. Por ejemplo, una vez conoció a una exfumadora en Myrtle Beach. "Me puso las manos encima, empezó a llorar y me dijo: "Dejé de fumar gracias a ti," recordó Hall. "Por supuesto, yo también empecé a llorar y sentí un escalofrío. Fue muy impactante." El anuncio, en el que la Ms Hall describe su rutina matutina, comenzó a emitirse en Australia en 2013. Además, Ms Hall también aparece en anuncios impresos y vallas publicitarias en todo el estado. Hall fue homenajeada por los Centros para el Control y la Prevención de Enfermedades el 23 de mayo de 2013.

## Activismo
Hall fue presidenta del Western Piedmont Speak Easy Club de Winston-Salem, Carolina del Norte. Trabajó con la American Cancer Society como capitana del equipo Relay for Life y, en 2007, fue embajadora legislativa en "Celebration on the Hill" en Washington D. C.
En diciembre de 2005, recibió el Premio al Servicio Distinguido de la entonces vicegobernadora Beverly Perdue en el área de salud preventiva por compartir su historia y por su labor de defensa. En 2008, recibió el Outstanding Service Award by the IAL en Little Rock, Arkansas. También fue galardonada con el Outliving Life Award en 2011, otorgado por la IAL, en Kansas City, Misuri.
Hall trabajó como coordinadora de programas para SAVE (Survivors and Victims of Tobacco Empowerment), viajando a escuelas secundarias y preparatorias de todo el estado de Carolina del Norte en representación de SAVE y hablando sobre la educación sobre el tabaco y defendiendo cuestiones antitabaco. Fue invitada por el Health Department of the State de Utah para dar una charla en sus escuelas y, en abril de 2011, pasó una semana visitando once escuelas de todo el estado.
Hall fue secretaria de la junta directiva de la IAL. Fue presidenta del Comité de Nominaciones y del Fondo Prohaska. Formó parte del Annual Meeting Committee y del Ad hoc VI Director Search Committee. Anteriormente fue tesorera y secretaria interina de la IAL Auxiliary. También formó parte de los Medical Affairs Committee, Speech Standards, y Community Outreach Committees.
Hall declaró: "Mi hija y mi nieto, mi padrastro y mis compañeros laringectomizados son los que más me apoyan... Me hace sentir maravillosa! Están muy orgullosos de que haya tomado una postura positiva y de que esté tratando de ayudar a salvar la vida de otras personas."